# Giurgiu Nav
Giurgiu Nav este o companie de transport fluvial din România.
Principalul acționar al Giurgiu Nav este compania Petromservice, cu 76% din acțiuni.
Număr de angajați în 2004: 700
Cifra de afaceri în 2006: 20,3 milioane lei (5,7 milioane euro)